# سارنی
سارنی (به روسی: Сарни) شهری در استان ریونه در کشور اوکراین واقع شده‌است. جمعیت این شهر ۲۸,۸۶۵ نفر (۲۰۲۱ تخمینی) است.